# Kurs bukmacherski
Kurs bukmacherski (ang. gambling odds) – sposób przedstawienia stosunku ewentualnej wygranej do stawki zakładu w grach hazardowych. Istnieje kilka sposobów prezentacji takiego kursu, z których najczęściej spotykane to:
- kursy brytyjskie (ułamkowe),
- kursy dziesiętne (europejskie),
- kursy amerykańskie (moneyline).

Inne formaty to np. kursy hongkońskie, indonezyjskie i malezyjskie.

## Kursy brytyjskie (ułamkowe)
Kursy brytyjskie (ułamkowe) są powszechnie stosowane przez bukmacherów w Wielkiej Brytanii i Irlandii, a także szeroko wykorzystywane w wyścigach konnych. Podają one całkowitą kwotę netto, która zostanie wypłacona graczowi w przypadku wygranej, w relacji do stawki zakładu. Kurs 4/1 („cztery do jednego”) oznacza, że gracz może osiągnąć zysk w wysokości 400 funtów przy stawce 100 funtów. Jeśli kurs wynosi 1/4 (1 do 4), gracz przy stawce 100 funtów otrzyma w przypadku wygranej 25 funtów. W obu tych sytuacjach w przypadku wygranej gracz zawsze otrzymuje z powrotem pierwotną stawkę; jeśli więc kurs wynosi 4/1, gracz otrzymuje łącznie 500 funtów (400 funtów plus pierwotnie wpłacone 100 funtów). Kursy 1/1 nazywane są zakładami even money.
Licznik i mianownik kursów brytyjskich są zazwyczaj liczbami całkowitymi. Jeżeli bukmacher oferuje zysk w wysokości 1,25 funta za każdy postawiony 1 funt, odpowiada to kursowi 5/4 – czyli 5 funtów za każde 4 funty stawki. Jednak nie wszystkie kursy brytyjskie są podawane w postaci zredukowanej. Dla ułatwienia porównań bukmacherzy często stosują wspólny mianownik. Na przykład aby porównać z kursami 5/4, 7/4, 9/4 itd., kurs, który matematycznie mógłby być przedstawiony w formie 3/2, łatwiej będzie porównać, jeśli zostanie wyrażony w równoważnej formie 6/4.
Odmianą kursów ułamkowych są kursy tzw. kursy hongkońskie. Kursy ułamkowe i kursy hongkońskie są równoważne – różnią się jedynie sposobem zapisu. W kursach brytyjskich stosuje się formę ułamkową (np. 6/5), podczas gdy kursy hongkońskie przedstawiane są w formie dziesiętnej (np. 1.2). Oba typy kursów pokazują wypłatę netto, czyli kwotę, jaką gracz otrzyma ponad postawioną stawkę – stawka nie jest wliczona w wartość kursu.

## Kursy dziesiętne
Kursy dziesiętne (ang. decimal odds) również odzwierciedlają potencjalne wygrane, jednak – w przeciwieństwie do kursów ułamkowych i hongkońskich – uwzględniają także pierwotną stawkę zakładu. Dla porównania: kurs 6/5 w systemie ułamkowym (czyli zysk netto wynoszący 1,2 jednostki) odpowiada kursowi dziesiętnemu 2.2 (1,2 zysku + 1 stawki). Aby wyznaczyć wypłatę w przypadku wygranej, można użyć równania wypłata = stawka × kurs dziesiętny. Na przykład, jeśli postawimy 100 EUR na zwycięstwo Liverpoolu nad Manchesterem City po kursie 2.00, wypłata, łącznie ze stawką, wyniesie 200 EUR (100 EUR × 2,00).
Kursy dziesiętne są popularne w Europie kontynentalnej, Australii, Nowej Zelandii, Kanadzie i Singapurze. Kursy dziesiętne są również preferowane przez giełdy zakładów, ponieważ pokazują odwrotność prawdopodobieństwa danego wyniku. Na przykład kurs 5.00 oznacza szacowane prawdopodobieństwo 1 / 5,00 = 0,20, czyli 20%.
Kursy dziesiętne znane są również jako kursy europejskie (European odds), a w języku angielskim również jako digital odds lub continental odds.

## Kursy amerykańskie
Kursy amerykańskie, znane również jako moneyline, są najczęściej stosowane przez bukmacherów w Stanach Zjednoczonych. Wyrażane są jako liczby dodatnie lub ujemne, a ich interpretacja zależy od znaku:
- Kurs dodatni (np. +400) – wskazuje kwotę wygranej netto przy zakładzie 100 USD. Stosowany jest dla wyników, których prawdopodobieństwo jest uznawane za mniejsze niż 0,5. Przykładowo: kurs +400 oznacza, że gracz wygra 400 USD netto (czyli wypłata wyniesie 500 USD łącznie ze stawką), jeśli postawi 100 USD.
- Kurs ujemny (np. -400) – wskazuje kwotę, jaką należy postawić, aby wygrać 100 USD netto. Stosowany jest dla wyników o wyższym prawdopodobieństwie. Przykładowo: kurs -400 oznacza, że gracz musi postawić 400 USD, aby wygrać 100 USD netto (czyli otrzymać łączną wypłatę 500 USD).

W większości zakładów sportowych faworyt ma ujemny kurs moneyline. Gdy szanse obu drużyn są uznawane za wyrównane, może się zdarzyć, że obie otrzymają ujemne kursy, np. -110 / -110 lub -105 / -115. Taka sytuacja może wynikać z marży bukmachera.